# Cris Juanico
Cristòfol Juanico Alzina (Ciudadela, Baleares, 1967) es un músico y compositor español.

## Carrera musical

### Ja T'ho Diré
Fue miembro y uno de los compositores de Ja T'ho Diré, con los que grabó seis discos. El grupo fue galardonado, entre otros, con el prestigioso Premio Ramon Llull por ser un referente en Menorca y también fuera de la isla, y con el premio al Mejor Disco del año 1998 de Ràdio 4 por su disco Un Ram de Locura.

### Menaix a Truà
También forma parte de Menaix a Truà, junto con Toni Xuclà y Juanjo Muñoz (Gossos), con los que ha grabado tres discos.

### Carrera en solitario
En 2004 comenzó una nueva etapa de su vida artística editando su primer disco en solitario, Memòria, hecho a partir de una colección de canciones populares menorquinas en clave pop-rock, coeditado entre el sello Aumón y Música Global Discográfica, y que presentó junto con Els Mags de Binigall. Fue reconocido como el mejor disco, mejor autor y mejor directo de 2004, dentro de la categoría de autor, por la revista Enderrock.
A finales de 2005 editó un nuevo disco, Jocs d'amagat, donde también contó con la participación de Els Mags de Binigall, y que incluyó doce piezas propias donde muestra su lado más íntimo y personal.
En noviembre de 2006 sacó su tercer disco en solitario, Vola'm a sa lluna, junto con la Original Jazz Orquestra. Se trata de un disco que contiene catorce estándares de jazz adaptados por él mismo al idioma catalán. Se realizó también un videoclip de la canción Vola'm a sa lluna, adaptación del conocido Fly me to the moon de Frank Sinatra.

## Discografía
- Es blau es fester (1991) - Ja T'ho Diré
- Dos o tres (1993) - Ja T'ho Diré
- Moviments salvatges (1995) - Ja T'ho Diré
- Un ram de locura (1997) - Ja T'ho Diré
- Es directe (1999) - Ja T'ho Diré
- Menaix a truà (2000) - Menaix a Truà
- Soñando silencio (2001) - Ja T'ho Diré
- Petits moments d'estricta simpatía (2002) - Menaix a Truà
- Història d'un viatge 1986-2003 (2003) - Ja T'ho Diré
- Memòria (2004) - Cris Juanico
- Jocs d'amagat (2005) - Cris Juanico
- Vola'm a sa lluna (2006) - Cris Juanico
- Com el vent (2008) - Menaix a Truà
- Tot de mi (2008) - Cris Juanico
- Pedres que rallen (2010) - Cris Juanico
- Dues Pedres (2011) - Cris Juanico
- Guia de petits senyals (2012)- "Menaix a Truà"
- Un món de nadales (2013) - Cris Juanico

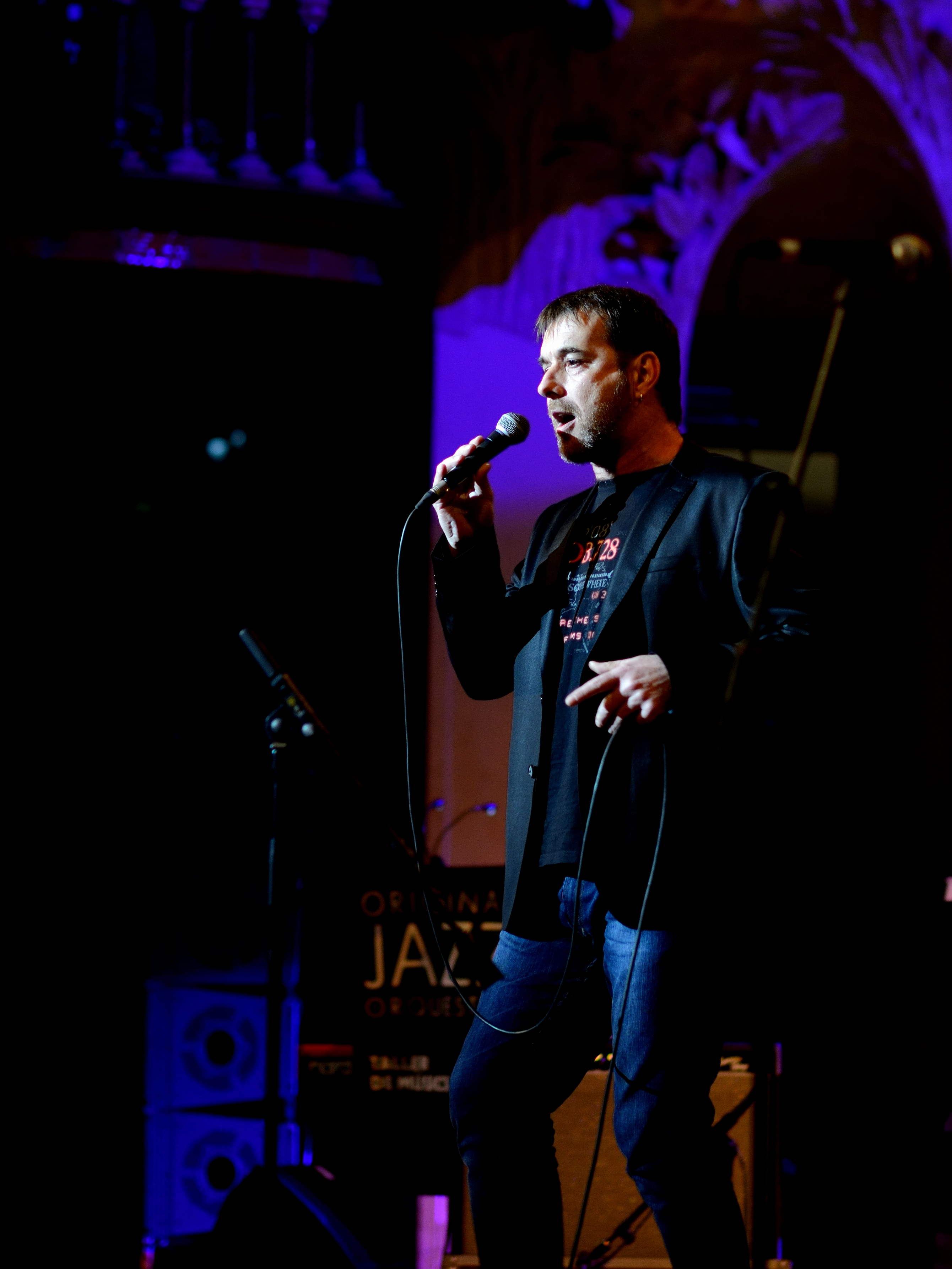
Cris Juanico en el Palacio de la Música Catalana.

- F(a)usta (2014) - Cris Juanico

## Otras participaciones
Formó parte de La Banda Impossible, ha realizado diversas producciones musicales para diferentes formaciones (Ja T'Ho Diré, Menaix a Truà, Van de Kul, Inventari, 4 de Copes, etc.) y ha colaborado con diversos artistas como S'Albaida, Toni Xuclà, Pep Poblet, Gossos, Marisa Rojas o Van de Kul. En la docencia ha participado, juntamente con Toni Xuclà y Jimi Piñol (Lax'n'Busto), en el Campus Rock (antes Campus Senglar), una escuela de pop-rock itinerante de la que se hace tres ediciones anuales, Menorca, Mallorca y Lérida. Además, desde hace más de 10 años, realiza audiciones didácticas para escolares, como "La Història de la Música Rock", "Música i Ordinadors" y “Clica com sona”, organizadas por Tot música i treatre per nens i joves. Colabora con la Fundación Tabaluga, dedicada a la ayuda a los niños desfavorecidos, cantando las canciones en versión catalana del CD-libro infantil Tabaluga viatga buscant el seny (2003), del que si hizo también un espectáculo infantil en formato de audición didáctica, donde el tenor José Carreras puso la voz en la narración. Desde 2002 es el responsable del sello discográfico y de los estudios de grabación Aumón, a través de los cuales ya se han hecho diferentes producciones musicales: Jo sé una cançó, vol.I, II, III y IV" en los que se cantan canciones populares menorquinas. Todas ellas interpretadas por niños y niñas de todos los colegios de Menorca y que cuentan con el apoyo del colectivo "Mestres per la música". En 2007 editó un cuento navideño "Nadal ja ha arribat (un conte de pastorets)" idea original del propio Cris, texto de Juan Uris y canciones de Enric Ribó y Margui Juanico. Cuento basado en la popular obra de teatro "Els Pastorets" y que cuenta con la colaboración del cuadro de actores de Sant Miquel. En su sello Aumón han editado discos: La Banda de Música de Ferreries ("Concert al Principal"), SINEVARA ("SIVAIAH"-2005), Dani Rifà ("Abre tu mente...tremendamente"-2007), Ivette ("Guerres Dolcícimes"-2008), PARET SECA ("Vaig a Vela"-2008)...